# 小哈梅·哈克茲
小海梅·哈克斯（英語：Jaime Jaquez Jr.，2001年2月18日—）為美國職業籃球運動員，場上位置為得分後衛，現效力於NBA邁阿密熱火。

## 職業生涯

### 邁阿密熱火（2023–至今）
哈克茲在2023年NBA選秀首輪第18順位被邁阿密熱火選中，是唯一一位在首輪被選中的Pac-12球員。他是繼2009年達倫·科里森以來第一位在首輪被選中的加州大學洛杉磯分校高年級學生。7月1日，哈克茲正式與熱火隊簽約。12月4日，哈克茲在10月和11月的比賽數據而被評為東部最佳新秀。這是邁阿密熱火新秀第十次獲此殊榮，也是繼卡隆·巴特勒（四次）、肯德里克·納恩（三次）、喬許·理察森和邁克爾·比斯利之後第五位獲此殊榮的球員。12月25日，哈克茲在以119-113擊敗費城76人的比賽中拿下生涯最高的31分和10個籃板。

## 外部連結
- 小哈梅·哈克茲在fiba.basketball（英语）
- 小哈梅·哈克茲在NBA（英语）
- 小哈梅·哈克茲在Basketball-Reference.com（NBA）（英语）
- 小哈梅·哈克茲在Sports-Reference.com（NCAA）（英语）
- 小哈梅·哈克茲在Eurobasket.com（球員）（英语）
- 小哈梅·哈克茲在RealGM（英语）